# Головин, Фёдор Алексеевич
Граф (с 1702) Фёдор Алексе́евич Голови́н (1650 — 30 июля (10 августа) 1706, Глухов, Левобережная Украина) — один из ближайших сподвижников Петра I, боярин (1692), глава внешнеполитического ведомства (президент Посольских дел), генерал-адмирал (1699) и первый в России генерал-фельдмаршал (1700). В разное время управлял также Военно-морским приказом, Оружейной, Золотой и Серебряной палатами, Сибирским наместничеством, Ямским приказом и Монетным двором. Первый кавалер высшей государственной награды — ордена Святого Андрея Первозванного (10 марта 1699 года).

## Биография
Происходил из боярского рода Ховриных-Головиных. Сын боярина Алексея Петровича Головина (1618—1690). Существует предание, будто царь Алексей Михайлович на смертном одре завещал Головину «хранить царевича Петра, яко зеницу ока» и во время стрелецкого мятежа именно Головин увёз его из Москвы в Троицкий монастырь. В 1676 году пожалован в стольники.

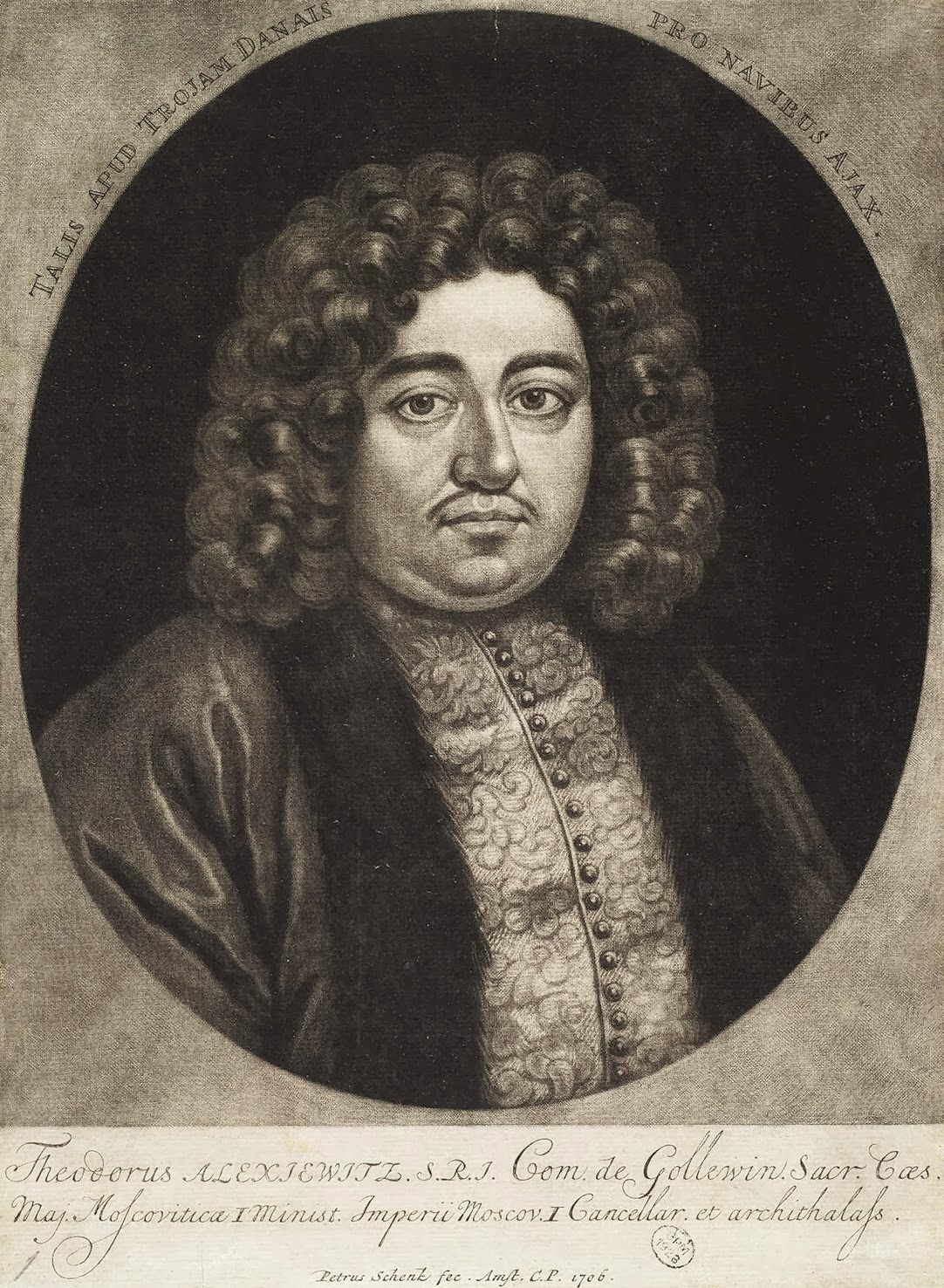
Портрет Ф. А. Головина. Гравюра 1706 года.

При царевне Софье обратил на себя внимание первого министра В. В. Голицына и в чине окольничего (1686) был послан на Амур (в Дауры) «для договоров и успокоении ссор китайского богдыхана» (урегулирования пограничного конфликта в районе Албазинского острога). В 1689 году заключил Нерчинский договор, по которому уступил китайцам реку Амур до притока Горбицы вследствие невозможности вести с Китаем серьёзную войну.
По возвращении из посольства пожалован должностью Сибирского наместника. Стал одним из ближайших помощников нового царя Петра I в деле преобразования России. Утверждается, что Головин первым из бояр сбрил бороду, чем заслужил одобрение молодого Петра. Провёл организационные и информационные работы по подготовке второго Азовского похода Петра I, во время которого, командуя авангардом галер, дошёл вместе с Петром I по Дону до Азова. В этом походе состоял в новой для того времени должности генерал-комиссара, ставшей впоследствии основой должности генерал-кригскомиссара. За участие во второй Азовской кампании был награждён серебряной медалью и указом Петра I от 27 декабря 1696 (6 января 1697) года пожалован селом «Молодовское городище с деревнями, крестьян и бобылей 57 дворов со всеми же угодьи».
Головин сыграл выдающуюся роль в создании русского флота. В Великом посольстве (1697) он занимал второе место после Ф. Лефорта. Проезжая по европейским столицам, приглашал на русскую службу иностранцев, готовил условия для судостроительных работ, по окончании посольства возглавил вновь созданный военный морской приказ. В его ведении находилась и Навигацкая школа.
В 1699 году, после смерти Ф. Лефорта, Головин сделан генерал-адмиралом, а 10 марта 1699 года стал первым кавалером ордена Святого Андрея Первозванного, причём орден на него возложил в Москве сам Пётр. Получил также в заведование иностранные дела (назывался на новый манер канцлер) и занял первенствующее положение между правительственными лицами («первый министр», по отзывам иностранцев). Вплоть до самой смерти в 1706 году руководил русской дипломатией — вёл обширную дипломатическую переписку, в том числе с И. Р. Паткулем, И. Мазепой и руководил действиями русских послов. Под надзором Головина была создана система дипломатических представительств России за рубежом. В 1704 году подписал от имени царя русско-польский договор, лично составлял русско-датский договор, курировал демаркацию границы с турками.

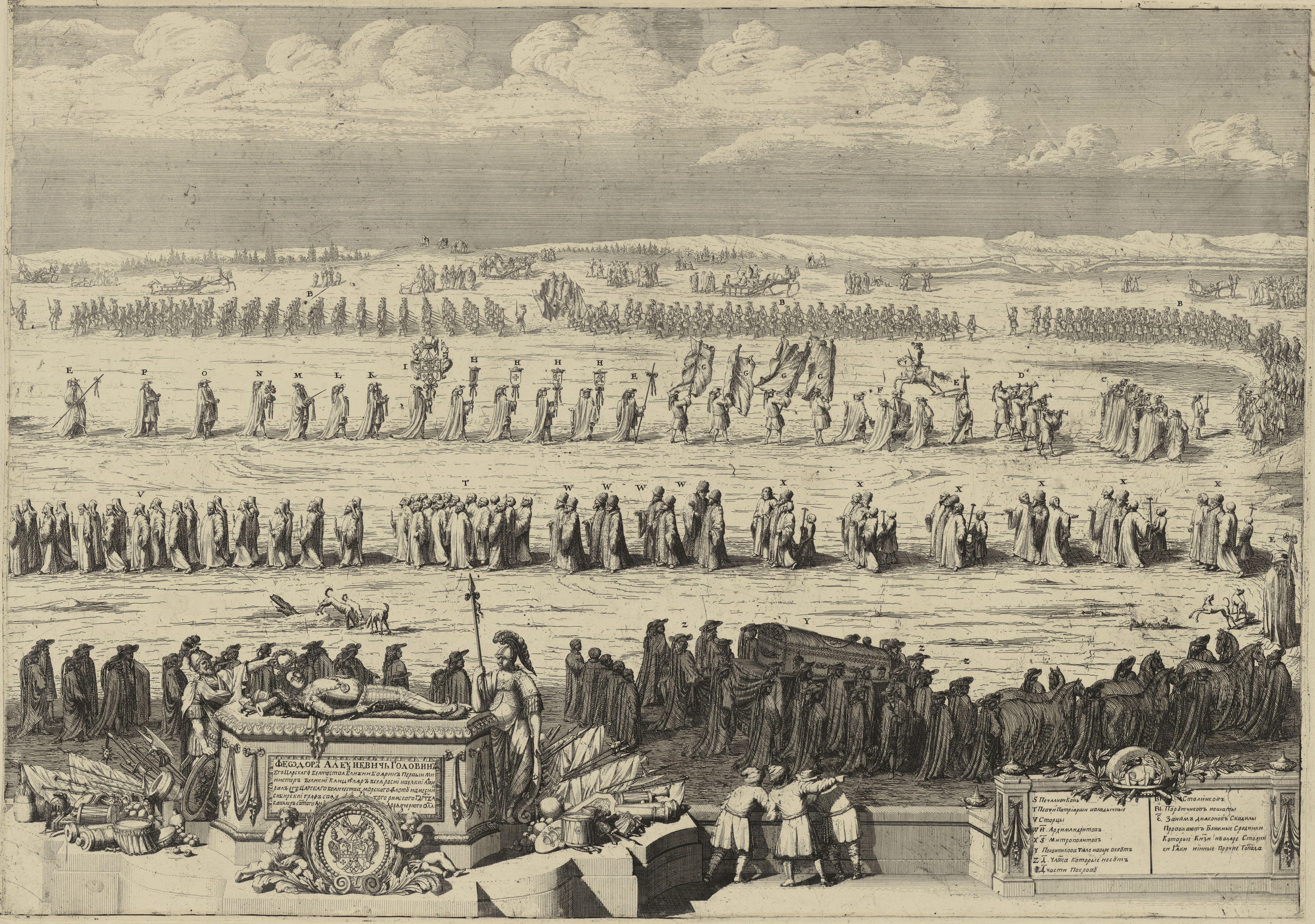
Торжественные похороны Головина Ф. А., гравюра XVIII века.

Ко всем своим должностям 19 августа 1700 года получил чин генерал-фельдмаршала петровской новонабранной армии, к которой отбыл с открытием войны со Швецией, однако накануне битвы при Нарве вместе с Петром I покинул действующую армию, оставив командование герцогу де Круа.
Первым из российских сановников грамотой римского императора Леопольда I, от 5 (16) ноября 1701 года, фельдмаршал, генерал-адмирал Фёдор Алексеевич Головин возведён, с нисходящим его потомством, в графское Римской империи достоинство. От него происходит графская ветвь рода Головиных. Высочайшее соизволение на принятие и ношение этого титула в России, второе после А. Д. Меншикова, последовало в ноябре 1702 года.
Летом 1702 года сопровождал царя в Архангельск, наблюдал за транспортировкой по Государевой дороге кораблей, которые участвовали в осаде Нотеборга.
В 1703 году присутствовал при осаде Ниеншанца. После сражения в устье Невы, как первый кавалер ордена Святого Андрея Первозванного, возложил знаки ордена на царя Петра и его фаворита А. Д. Меншикова.
Умер по дороге в Киев, где находился царь. Только 7 месяцев спустя его останки были доставлены в семейную усыпальницу — Симонов монастырь. В 1930-е годы монастырский некрополь был уничтожен вместе с надгробием Фёдора Алексеевича, надпись на котором гласила:
Лета от сотворения мира 7214-го, а от Р.Х. 1706 года, Июля 30 дня, на память Святых Апостол Силы и Силуана, преставился Его Высокографское Превосходительство Федор Алексеевич Головин, Римского Государства Граф, Царского Величества Государственный Великий Канцлер и посольских дел верховный Президент, ближний боярин, морского флота Адмирал, наместник Сибирский и Кавалер чинов: Св. Апостола Андрея, Белаго Орла и “Генерозитеи” (т.е. Generoesite. - Прим. ред. Википедии ) и пр.
Головин особенно замечателен тем, что, несмотря на солидный возраст, успешно действовал в новом духе, когда гораздо более молодые сотрудники Петра только ещё тому учились. Государь очень ценил Головина, называл его своим другом и, извещая в письме о его смерти, подписался «печали исполненный Петр».

## Семья

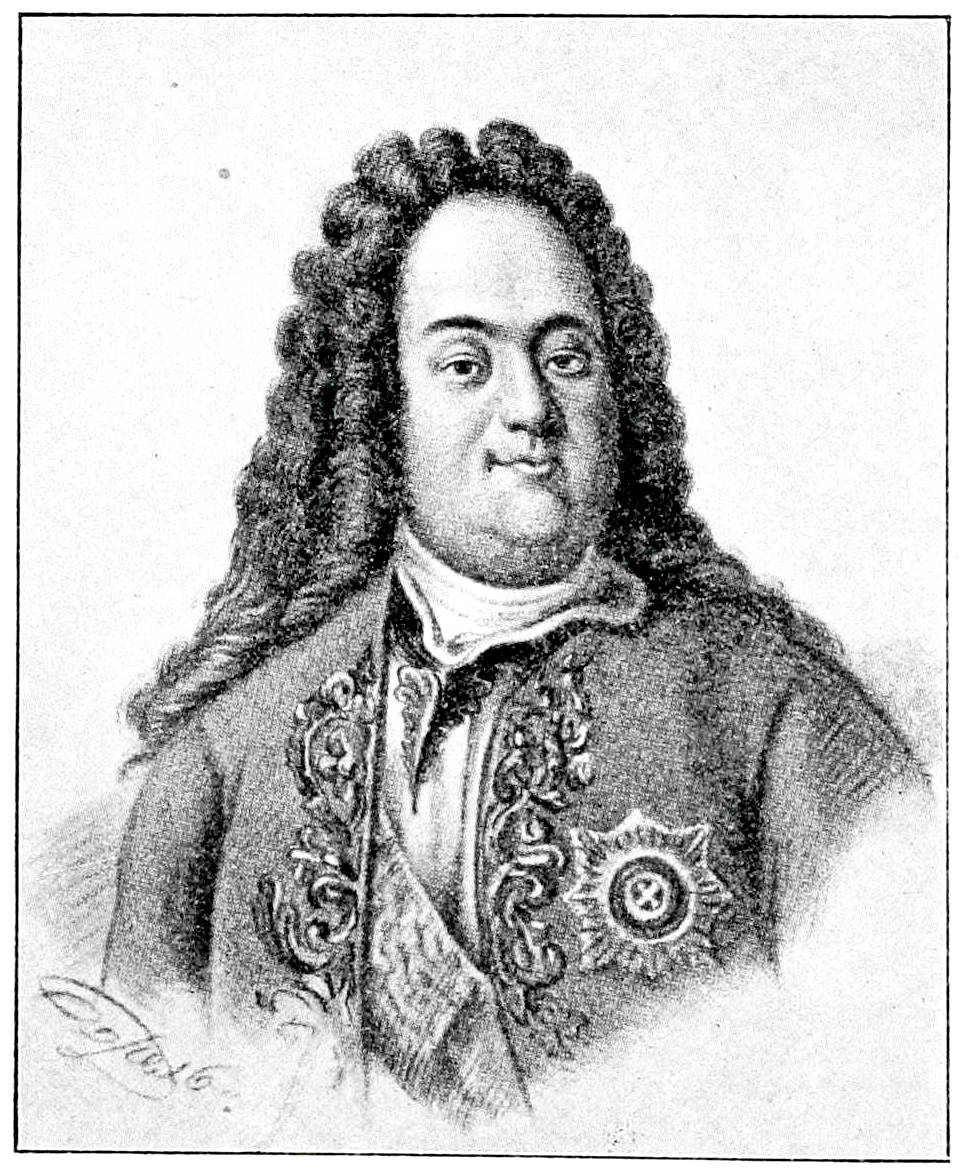
Рисунок Бореля из «ВЭС»

О матери и жене столь видного государственного деятеля сведений не сохранилось. Высказано предположение, что жену звали Екатериной. Дети:
- Иван (1682—1708), женат на дочери графа Б. П. Шереметева
- Александр (1694—1731) — капитан-лейтенант флота, женат на дочери вице-канцлера Петра Шафирова
- Николай (1695—1745) — адмирал, сенатор, женат на Софии Никитичне Пушкиной; их дочь Наталья за фельдмаршалом принцем Голштинским
- Прасковья (1687—1720), жена князя Сергея Борисовича Голицына, бабушка С. Ф. Голицына.

Головин состоял в свойстве́ с виднейшими из петровских сподвижников: А. Д. Меншиков был ему свояк, Шереметев, Шафиров, Б. Голицын — сваты, а П. И. Ягужинский и А. И. Репнин приходились сватами его сыновьям.
Его младший брат Алексей Головин был генерал-майором армии Петра I.
На левом берегу Яузы канцлеру Головину и его наследникам принадлежал обширный участок, где стоял Головинский дворец.

## Память

Серебряная медаль, которой Пётр I наградил Головина в 1698 году.

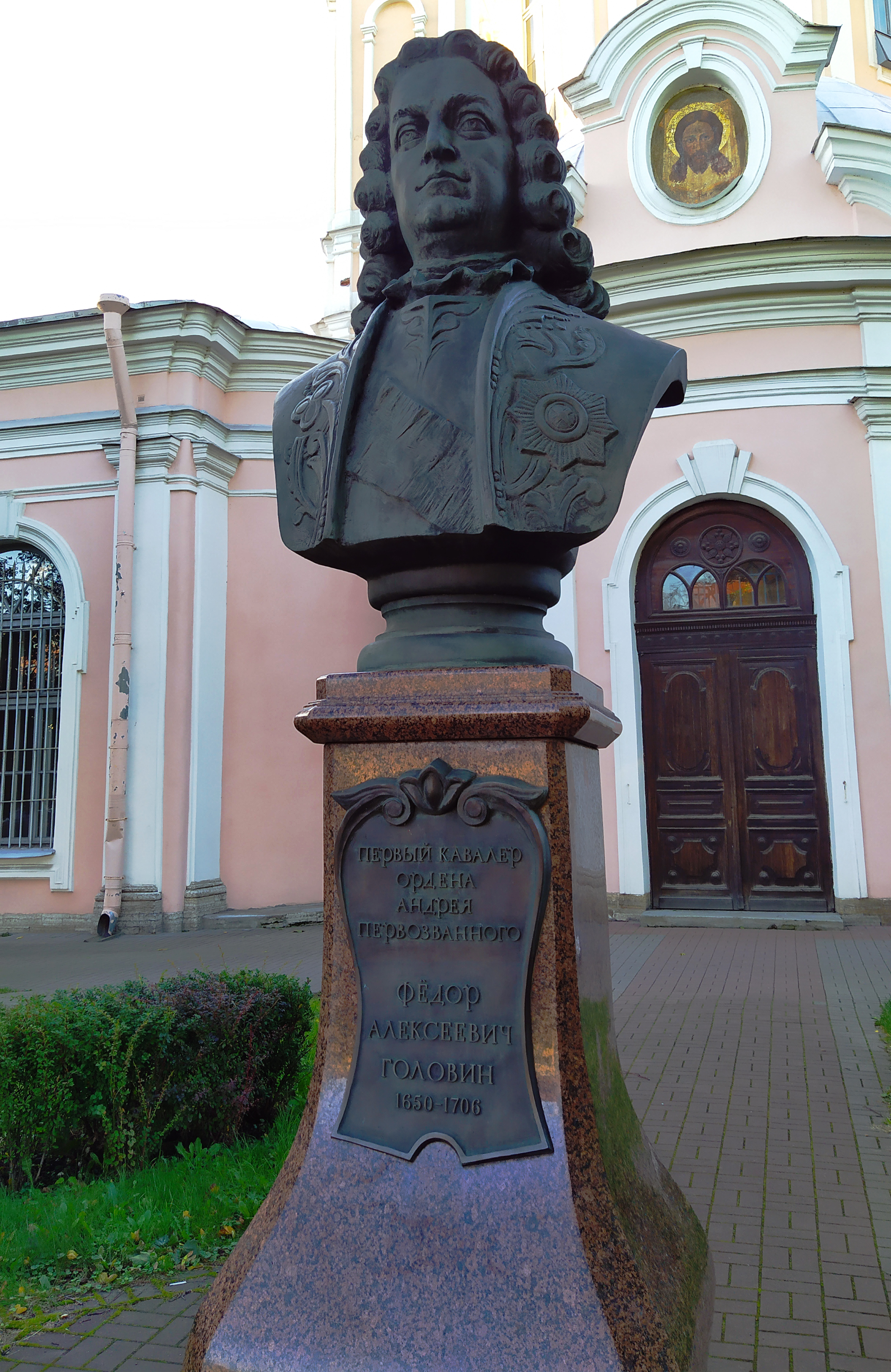
Памятник Фёдору Алексеевичу Головину в Санкт-Петербурге, Васильевский остров.

- Фёдор Головин выведен в произведениях художественной литературы — в романе А. Н. Толстого «Пётр I» (1934) и в уся́ Цзинь Юна «Олень и треножник» (1972), повествующем о вымышленных приключениях Головина в Цинской империи.
- Головин считал своим небесным покровителем святого Феодора Стратилата. В память о Головине на границе с Эстонией, на острове Капергольм была построена часовня, посвящённая святому.
- В 2007 году был проведён ряд памятных мероприятий в Москве, Калининграде, Ростове-на-Дону и Азове[14]. Перед орденским Андреевским собором в Петербурге установлен бюст Головина как первого кавалера ордена Андрея Первозванного[15].
- В 2007 году Банк России выпустил серебряную монету номиналом 25 рублей, посвящённую Ф. А. Головину.
- В сентябре 2017 года в Улан-Удэ на горе Батарейной установлена мемориальная доска для увековечевания памяти Ф. А. Головина[16].
- Имя «Адмирал Фёдор Головин» носит корабль связи Балтийского флота ВМФ России.
- Имя Фёдора Головина носит одна из улиц г. Воронежа.

### Дополнительно
1. ↑  см. статью в Википедии на англ.яз.